# Ursule de Cologne
Pour les articles homonymes, voir Sainte Ursule (homonymie).
Sainte Ursule
Ursule de Cologne, plus connue sous son nom hagiographique de sainte Ursule, est au centre de la tradition chrétienne des onze mille vierges, fondée au IXe siècle puis transformée et amplifiée au XIIIe siècle après la découverte d'une pierre tombale, dans une petite chapelle de Cologne, attribuée ultérieurement à une certaine Ursula, une fillette de huit ans. Fêtée le 21 octobre, elle est déclarée sainte par l'Église catholique.
Étymologiquement, Ursule est un diminutif du latin ursus qui veut dire « ours » (Ursule signifiant donc « petite ourse »).

## Vie de sainte Ursule

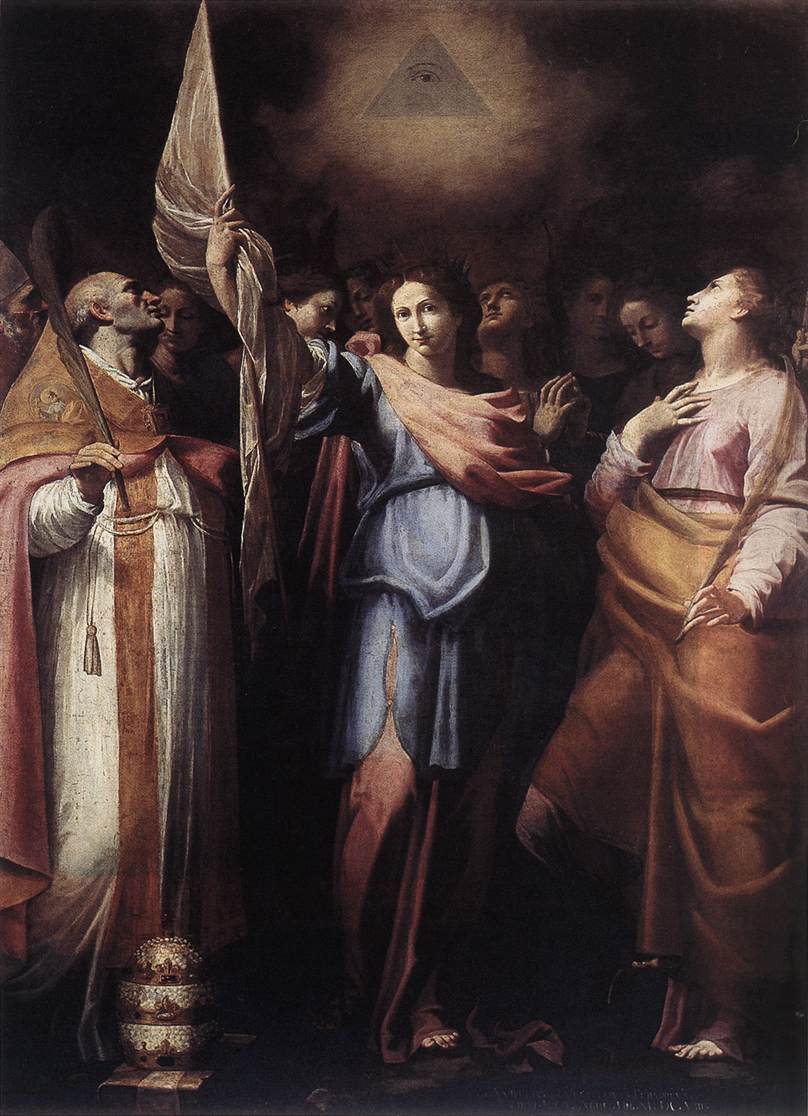
Bartolomeo Cavarozzi, Sainte Ursule et ses compagnes avec le pape Ciriaque et sainte Catherine d'Alexandrie, 1608, Rome, basilique Saint-Marc l'Évangéliste au Capitole.

Il en existe plusieurs versions entremêlées. Telle qu'elle est synthétisée par la croyance populaire, notamment rapportée par Jacques de Voragine entre 1261 et 1266 dans La Légende dorée. Il s'agirait d'une princesse bretonne des Cornouailles du IIIe siècle (ou IVe siècle) qui aurait accompli un pèlerinage de trois ans en Europe continentale. Elle aurait été capturée par les Huns à Cologne, et aurait refusé d'épouser leur chef Uldin (ou son petit-fils Attila ?), et donc d'abjurer sa foi et perdre sa virginité. Elle fut massacrée, criblée de flèches par les Huns qui assiégeaient Cologne, ainsi que ses suivantes vierges, au nombre de onze mille.
Plusieurs variantes ont été proposées concernant un personnage historique qui aurait pu être à l'origine de la légende de sainte Ursule. Trois de ces récits situent sa vie et son martyre respectivement au IIIe siècle,  IVe siècle et Ve siècle.  Une source de la légende peut être trouvée dans l'Historia regum Britanniae de Geoffroy de Monmouth ou dans un texte d'Usuard, repris dans  Le grand dictionnaire historique, ou Le mélange curieux de l'histoire sacrée ...  de Louis Moreri, Claude-Pierre Goujet et Étienne François Drouet dans sa version de 1759 : Ursule, fille de Dionotus (ou Donatus - Dionor), gouverneur romain de la Demetia et Domnonée britannique (comprenant Cornouailles et Devon) aurait été choisie, dans un échange d'alliance avec les Bretons, par l'empereur  Maxime (Macsen Wledig en gallois) comme épouse de Conan Mériadec, tribunus prolegato de la XX Valeria, Dux Armoricana Nevernii. Dans ce texte, la mort d'Ursule se situe en 383.
Mais l'historicité d'Ursule n'est pas assurée.

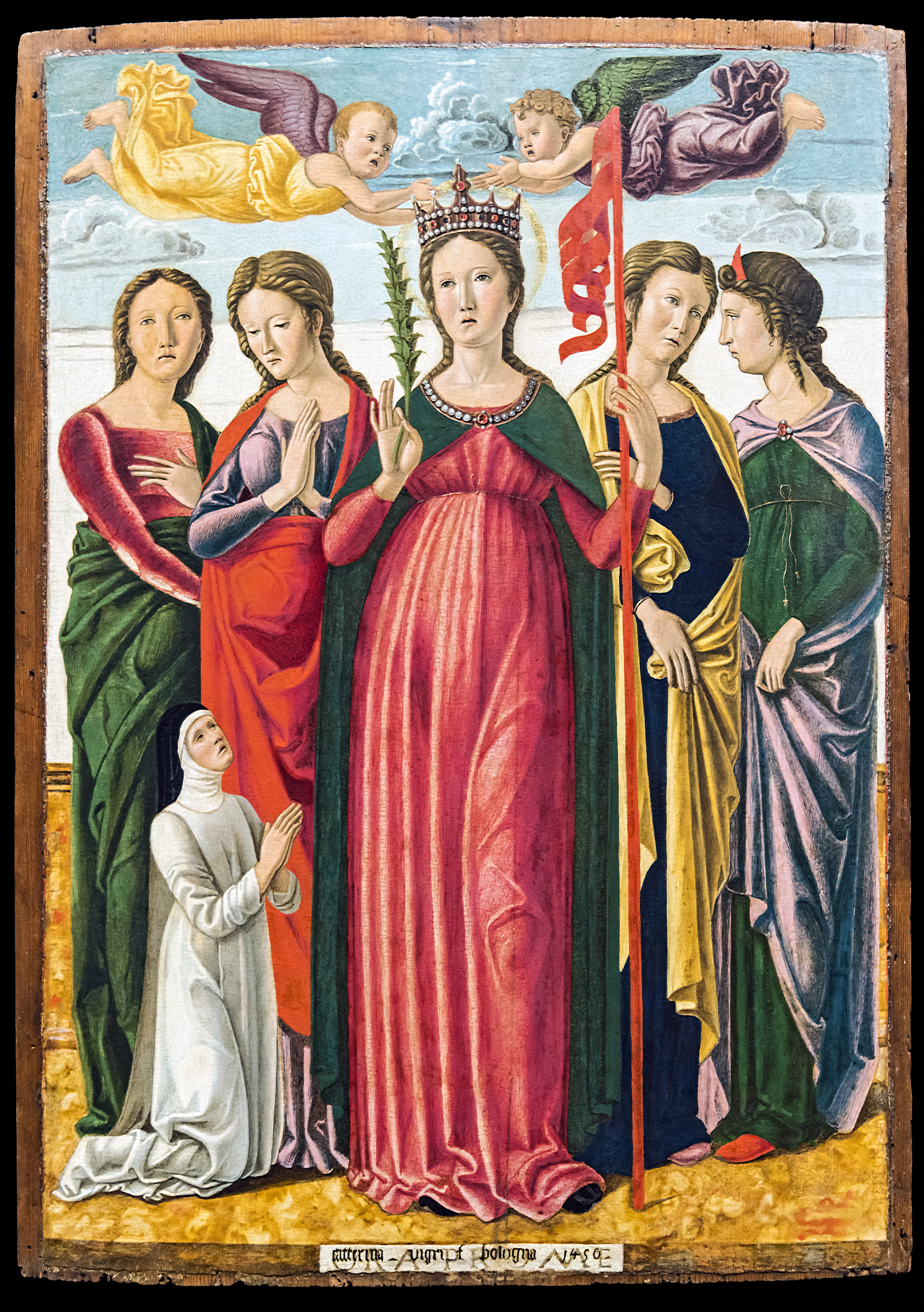
Ursule de Cologne XV, Accademia, Venise.

La formation de la légende des onze mille vierges s'est réalisée en plusieurs étapes : au début du Ve siècle une basilique funéraire est reconstruite à Cologne sur les tombes de martyres massacrées par une armée de Huns en 383. Au IXe siècle une inscription abrégée XI.M.V., qu'on doit lire : « onze vierges martyres », fut comprise de façon fautive comme « onze mille vierges ». On y ajouta un nom lu sur une inscription funéraire voisine, Ursula, une enfant de huit ans. En 1106, des fouilles dans le cimetière qui entourait l'église mirent au jour de nombreux restes humains, aussitôt qualifiés de reliques, qui justifièrent le nombre (11) de ces vierges. Sur ces bases se développa la légende.
Le Dictionnaire de l’argot des typographes de 1883 donne une autre version : 
« On prétend que la légende de sainte Ursule et des onze mille vierges, ses compagnes, est due, comme Vénus sortant des ondes, à cette coquille d’un traducteur. Le texte latin portait que sainte Ursule et sa compagne Undecimille avaient été martyrisées le même jour. Le traducteur, étonné de rencontrer le nom Undecimille, excessivement rare, supposa que le texte était altéré et qu’il fallait lire undecim millia c’est-à-dire onze mille.

Voilà pourtant comme se font les légendes ! »

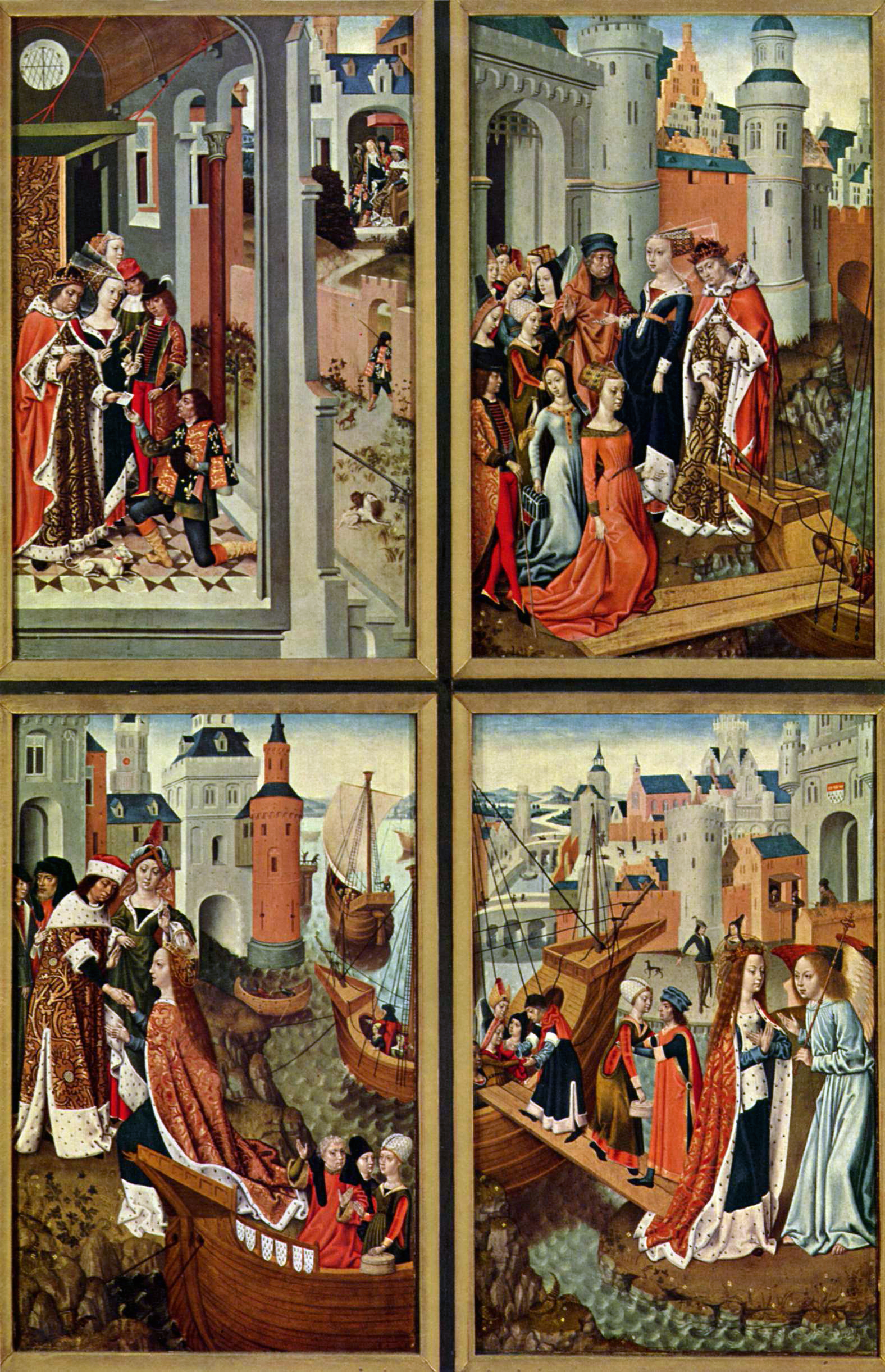
Retable du peintre anonyme...
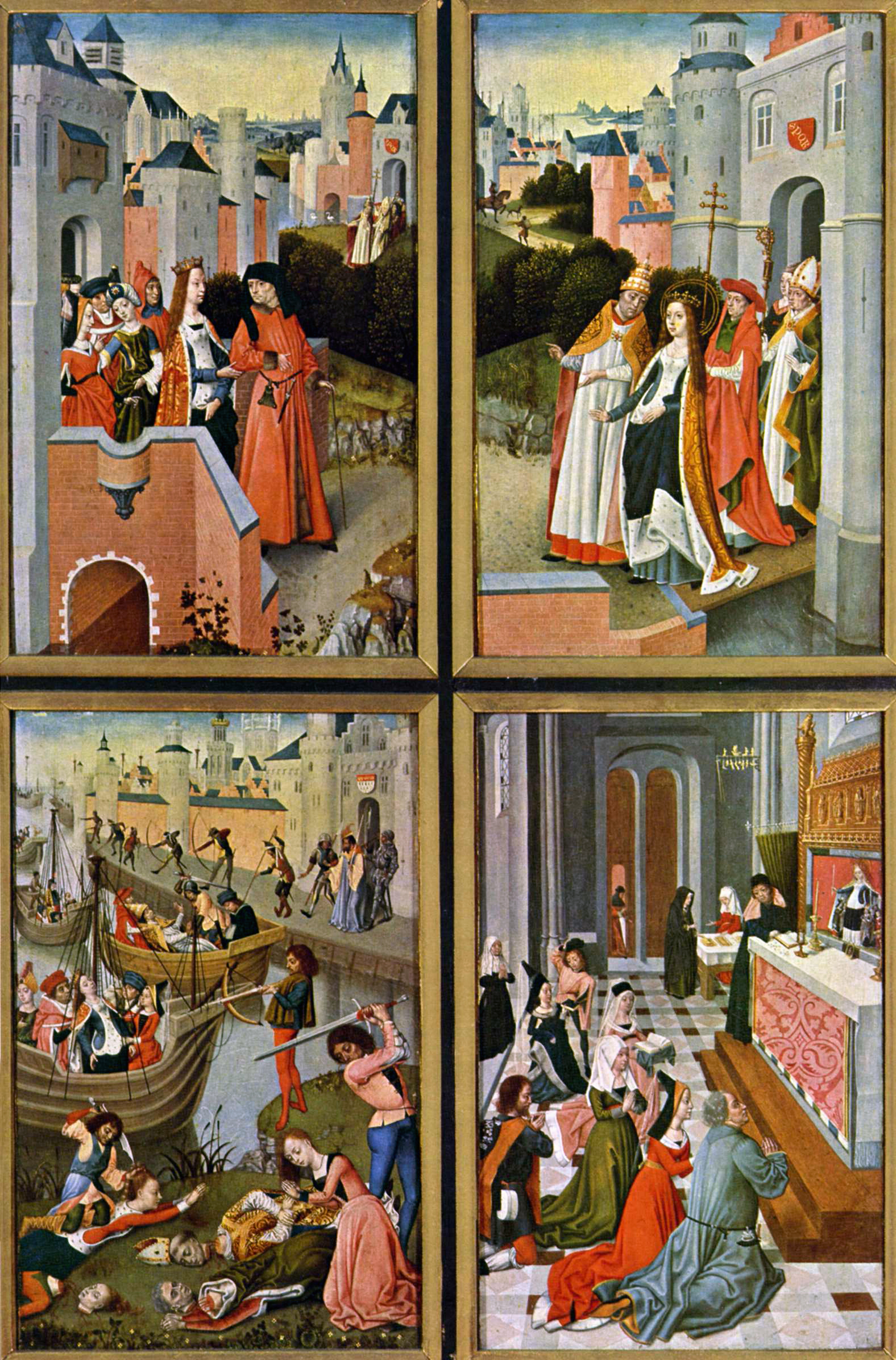
... dit Maître de la Légende de sainte Ursule.

## Postérité de la légende

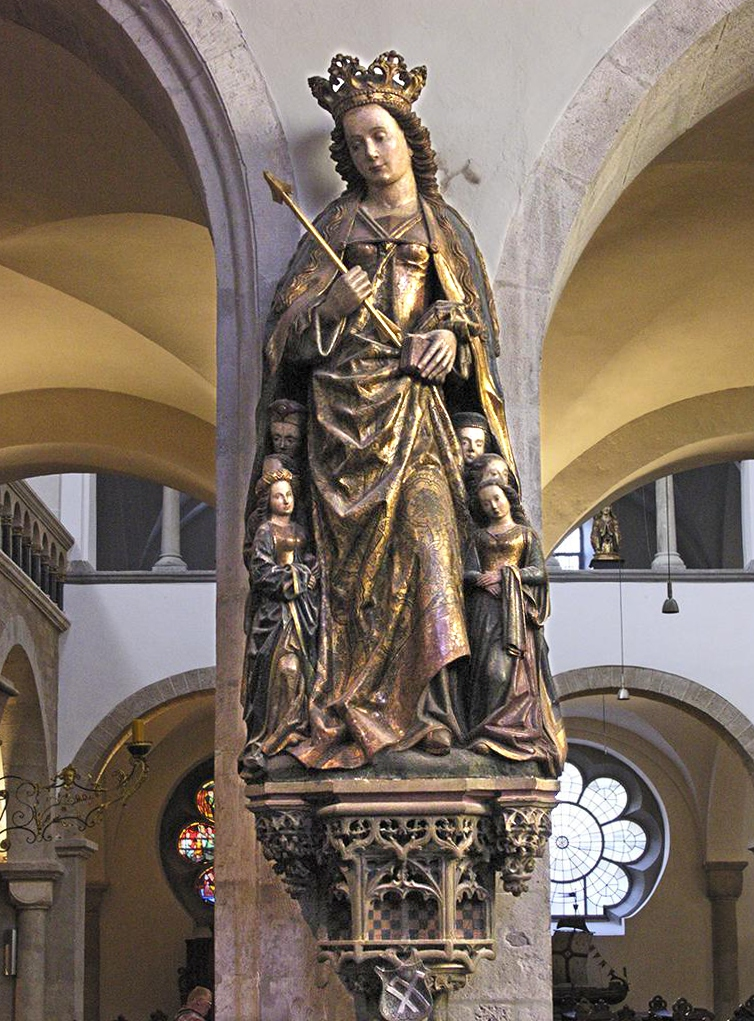
Statue dans l'église Sainte-Ursule
de Cologne en Allemagne.

L’importance donnée à cette légende dans la chrétienté du Moyen Âge explique les onze flammes ornant le blason de la ville de Cologne, dont Ursule est la sainte patronne. Ses reliques sont vénérées dans la basilique qui porte son nom. Au XIIIe siècle, la Sorbonne l’adopte comme patronne, imitée en cela par l’université de Coimbra au Portugal et celle de Vienne en Autriche. Elle est aussi la patronne des drapiers, son manteau ayant été considéré comme miraculeux. Elle est l’objet d’une iconographie importante et a notamment inspiré le peintre Carpaccio.
Sainte Ursule est également connue pour sa vertu. Elle fut longtemps invoquée en temps de guerre pour obtenir un bon mariage et une bonne mort, mais aussi comme protectrice des jeunes filles. À ce titre, elle est la sainte protectrice de l’ordre des Ursulines qui inspira sainte Ursule Ledochowska, canonisée le 18 mai 2003, connue pour avoir fondé la congrégation des « Ursulines du cœur de Jésus agonisant » (ou « Ursulines grises ») au début du XXe siècle.
La légende des onze mille vierges inspira les noms donnés à l’archipel de Saint-Pierre-et-Miquelon (anciennement dénommé « archipel des onze mille Vierges »), aux îles Vierges des Caraïbes : îles Vierges britanniques et îles Vierges américaines, ainsi qu'au cap des Vierges, à l'embouchure orientale du détroit de Magellan.
En 1911, Guillaume Apollinaire écrit Les Onze Mille Verges, dont l'assonance rappelle évidemment les onze mille Vierges.

## Iconographie

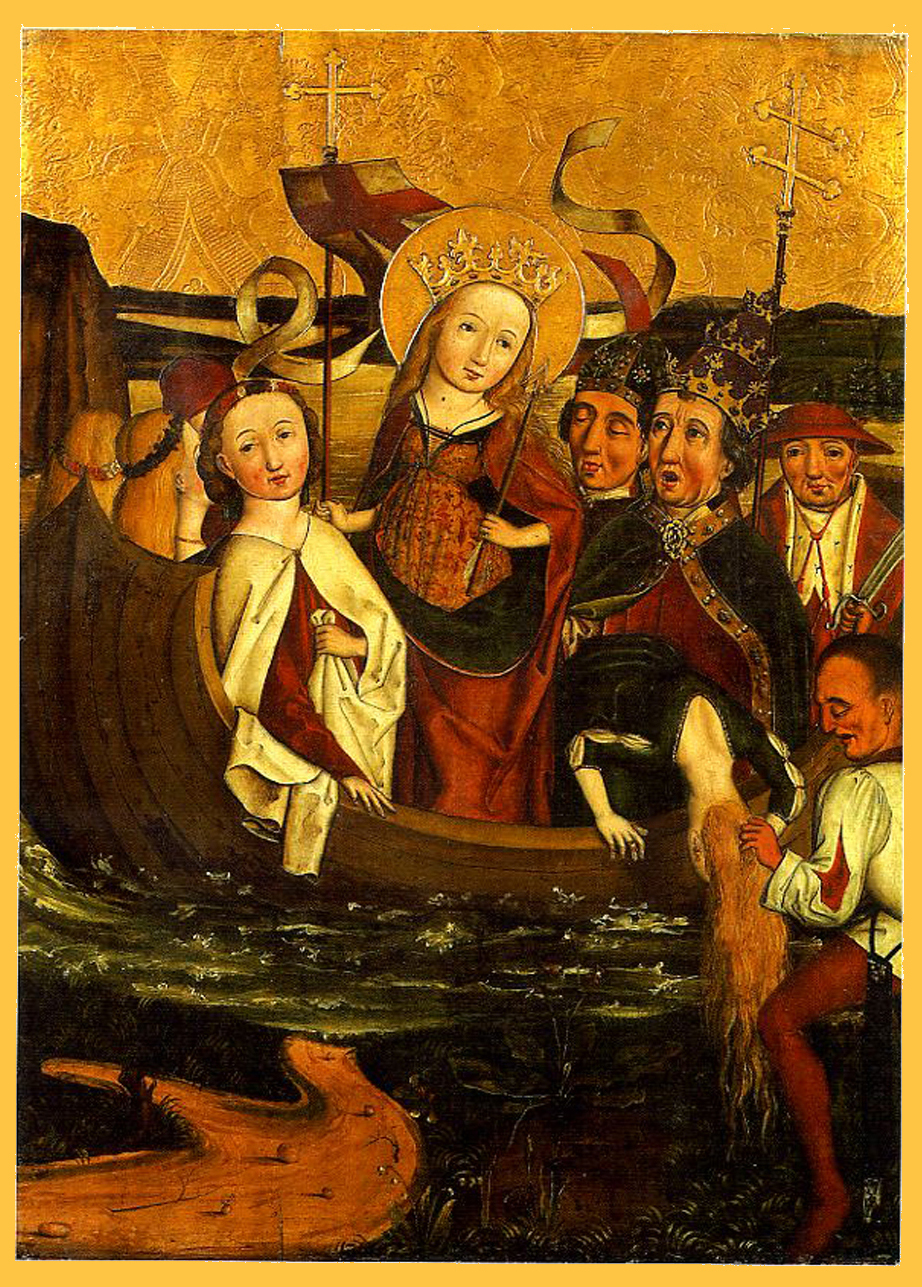
Le Martyre de sainte Ursule, art allemand du XVIe siècle.

Les représentations prennent souvent la forme de cycles narratifs montrant de nombreux épisodes de son histoire. Les attributs de sainte Ursule sont la couronne, les flèches, un bateau, un groupe de pèlerins. La princesse est souvent représentée avec un ample manteau sous lequel elle protège ses compagnes.
- Vittore Carpaccio, La Légende de sainte Ursule, (1490-1495), Accademia, Venise.
- Caravage, Le Martyre de sainte Ursule, (1610), huile sur toile, 154 cm × 178 cm, Naples.
- Maître de la Légende de sainte Ursule, Légende de sainte Ursule (v.1480-1500), retable, musée Groeninge, Bruges.
- Maître de la Légende de sainte Ursule de Cologne, dix-neuf scènes d'une suite peinte pour sainte Brigide de Cologne (1492-1496). Cinq panneaux au Wallraf-Richartz Museum, Cologne, (n° 4, 9, 13, 18 et 19) et deux (n° 5 et 6) au Musée du Louvre (RF 968 et 969).
- Hans Memling, Châsse de sainte Ursule, (1489), Memling in Sint-Jan de Bruges.
- Le Lorrain, Port de mer avec l'embarquement de sainte Ursule, (1641), National Gallery, Londres.
- Pierre Paul Rubens, Le Martyre de sainte Ursule et des onze mille vierges, (v.1615-1620), musée d'art Kimbell, Fort Worth.
- Tintoret, Sainte Ursule et les 11000 vierges, église San Lazzaro dei Mendicanti, Venise.

## Bande dessinée
- Les onze mille vierges, de Ralf König, traduction Jacky Nonnon, éditions Glénat, 2016, 192 pages.

#### Bases de données et dictionnaires
- Ressource relative aux beaux-arts :   - Sandrart.net
- Notices dans des dictionnaires ou encyclopédies généralistes :   - Britannica
  - Den Store Danske Encyklopædi
  - Deutsche Biographie
  - Enciclopedia delle donne
  - Enciclopedia De Agostini
  - Gran Enciclopèdia Catalana
  - Oxford Dictionary of National Biography
  - Store norske leksikon
  - Universalis
- Notices d'autorité :   - VIAF
  - ISNI
  - LCCN
  - GND
  - Tchéquie
  - WorldCat